# Мюлхайм ам Майн
Вижте пояснителната страница за други значения на Мюлхайм.
Мюлхайм ам Майн (на немски: Mühlheim am Main) е град в Хесен, Германия, с 28 170 жители (към 31 декември 2015).
Намира се на левия бряг на река Майн между Офенбах ам Майн и Ханау в историческия регион Майнгау.
Споменат е за пръв път в документ през 815 г.и на 1 април 1939 г. получава права на град.